# Талліннська область
Та́лліннська о́бласть (ест. Tallinna oblast, рос. Таллинская область) — адміністративно-територіальна одиниця Естонської РСР з 10 травня 1952 до 28 квітня 1953 року.

## Географічні дані
Талліннська область розташовувалася в північній частині Естонії, примикаючи до Фінської затоки.
Адміністративний центр — місто Таллінн.

## Історія

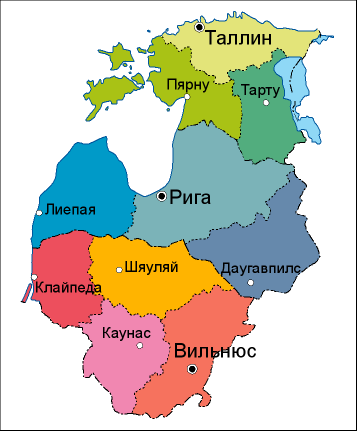
Обласний поділ радянських республік Прибалтики

3 травня 1952 року Президія Верховної Ради Естонської РСР видала Указ про поділ республіки на три області: Пярнуську, Талліннську й Тартуську. 10 травня 1952 року це рішення затвердила Президія Верховної Ради СРСР.
Рік потому експеримент із запровадження обласного поділу був визнаний невдалим. 25 квітня 1953 року вирішено області в Естонській РСР скасувати і відновити систему республіканського підпорядкування районів і міст. 28 квітня 1953 року представлення Президії Верховної Ради Естонської РСР про скасування областей затвердила Президія Верховної Ради СРСР.

## Адміністративний поділ
До складу області входили місто республіканського підпорядкування Таллінн, 2 міста обласного підпорядкування Нарва й Кохтла-Ярве та 12 сільських районів.
| - Вяйке-Маар'яський - Гар'юський - Йигвіський - Кейласький | - Ківіиліський - Козеський - Локсаський - Пайдеський | - Раквереський - Рапласький - Тапаський - Тюріський |

## Керівництво області
Перший секретар обласного комітету КП(б)Е — КПЕ
- 1952—1953  Рістмягі Ернст Вільгельмович (Ernst Vilhelmi p. Ristmägi), одночасно член виконкому Талліннської обласної Ради депутатів трудящих.[5][6]

Голова виконкому обласної Ради депутатів трудящих
- 17.06.1952—1953  Ансберг Олександр Янович (Aleksander Jaani p. Ansberg)[5]